# 线程安全
线程安全是程式設計中的术语，指某个函数、函数库在多執行緒环境中被调用时，能够正确地处理多个執行緒之间的公用變數，使程序功能正确完成。
假設有間銀行只有 1000 元，而兩個人同時提領 1000 元時就可能會拿到總計 2000 元的金額。為了避免這個問題，該間銀行提款時應該使用互斥鎖，即意味著針對同一個資源處理時，前一個人提領交易完成後才處理下一筆交易。但這種手法會使得效能降低。
一般来说，线程安全的函数应该为每个调用它的线程分配专门的空间，来储存需要单独保存的状态（如果需要的话），不依赖于“线程惯性”，把多个线程共享的变量正确对待（如，通知编译器该變數为“易失（volatile）”型，阻止其进行一些不恰当的优化），而且，线程安全的函数一般不应该修改全局对象。
很多C库代码（比如某些strtok的实现，它将“多次调用中需要保持不变的状态”储存在静态变量中，导致不恰当的共享）不是线程安全的，在多執行緒环境中调用这些函数时，要进行特别的预防措施，或者寻找别的替代方案。

## 例子
在下面这段代码中，函数increment_counter是线程安全的，但不是可重入的。
```
#include
 
<pthread.h>

int
 
increment_counter
 
()

{

	
static
 
int
 
counter
 
=
 
0
;

	
static
 
pthread_mutex_t
 
mutex
 
=
 
PTHREAD_MUTEX_INITIALIZER
;

	
pthread_mutex_lock
(
&
mutex
);

	

	
// only allow one thread to increment at a time

	
++
counter
;

	
// store value before any other threads increment it further

	
int
 
result
 
=
 
counter
;
	

	
pthread_mutex_unlock
(
&
mutex
);

	

	
return
 
result
;

}

```

上面的代码中，函数increment_counter可以在多个线程中被调用，因为有一个互斥锁mutex来同步对共享变量counter的访问。但是如果这个函数用在可重入的中断处理程序中，如果在pthread_mutex_lock(&mutex)和pthread_mutex_unlock(&mutex)之间产生另一个调用函数increment_counter的中断，则会第二次执行此函数，此时由于mutex已被lock，函数会在pthread_mutex_lock(&mutex)处阻塞，并且由于mutex没有机会被unlock，阻塞会永远持续下去。简言之，问题在于 pthread 的 mutex 不可重入。
解决办法是设定 PTHREAD_MUTEX_RECURSIVE 属性。然而对于给出的问题而言，专门使用一个 mutex 来保护一次简单的增量操作显然过于昂贵，因此c++11中的原子变量提供了一个可使此函数既线程安全又可重入（而且还更简洁）的替代方案：
```
#include
 
<atomic>

int
 
increment_counter
 
()

{

	
static
 
std
::
atomic
<
int
>
 
counter
(
0
);

	

	
// increment is guaranteed to be done atomically

	
int
 
result
 
=
 
++
counter
;

	
return
 
result
;

}

```

## 外部連結
- Thread-safe Tcl Extensions （页面存档备份，存于）（wiki page）
- Thread-safe design
- Article "Design for thread safety" by Bill Venners
- Article "Write thread-safe servlets" by Phillip Bridgham